# Кастелгулиелмо
Кастелгулиѐлмо (на италиански и на венециански: Castelguglielmo) е село и община в Северна Италия, провинция Ровиго, регион Венето. Разположено е на 9 m надморска височина. Населението на общината е 1664 души (към 2012 г.).